# Gran Premio di superbike di Assen 2008
Il Gran Premio di superbike di Assen 2008 è la quarta prova del mondiale superbike 2008, nello stesso fine settimana si corre il quarto gran premio stagionale del mondiale supersport 2008 ed il secondo gran premio stagionale della Superstock 1000 FIM Cup 2008.

## Superbike
Le classifiche del Campionato mondiale Superbike sono le seguenti:

### Superpole
Fonte:
I primi sedici piloti partecipano alla superpole i restanti si qualificano con il miglior tempo ottenuto nelle due sessioni di qualifica.
| Pos. | Nº  | Naz.                   | Pilota             | Squadra                        | Motocicletta      | Sess. 1  | Sess. 2  | Giri | Superpole | Tempo    | Gap   | Avg     |
| ---- | --- | ---------------------- | ------------------ | ------------------------------ | ----------------- | -------- | -------- | ---- | --------- | -------- | ----- | ------- |
| 1º   | 21  | Australia (bandiera)   | Troy Bayliss       | Ducati Xerox                   | Ducati 1098 F08   | 1'39.677 | 1'39.810 | 35   | 1'38.428  | 1'38.428 |       | 166,599 |
| 2º   | 41  | Giappone (bandiera)    | Noriyuki Haga      | Yamaha Motor Italia WSB        | Yamaha YZF-R1     | 1'40.009 | 1'40.606 | 33   | 1'38.546  | 1'38.546 | 0.118 | 166,399 |
| 3º   | 111 | Spagna (bandiera)      | Rubén Xaus         | Sterilgarda Go Eleven          | Ducati 1098 RS 08 | 1'40.837 | 1'39.596 | 48   | 1'38.587  | 1'38.587 | 0.159 | 166,330 |
| 4º   | 11  | Australia (bandiera)   | Troy Corser        | Yamaha Motor Italia WSB        | Yamaha YZF-R1     | 1'40.778 | 1'40.042 | 35   | 1'38.761  | 1'38.761 | 0.333 | 166,037 |
| 5º   | 76  | Germania (bandiera)    | Max Neukirchner    | Alstare Suzuki                 | Suzuki GSX-R 1000 | 1'40.409 | 1'39.974 | 37   | 1'38.840  | 1'38.840 | 0.412 | 165,904 |
| 6º   | 7   | Spagna (bandiera)      | Carlos Checa       | Hannspree Ten Kate Honda       | Honda CBR1000RR   | 1'40.745 | 1'40.096 | 41   | 1'38.864  | 1'38.864 | 0.436 | 165,864 |
| 7º   | 34  | Giappone (bandiera)    | Yukio Kagayama     | Suzuki Alstare                 | Suzuki GSX-R 1000 | 1'40.036 | 1'40.075 | 40   | 1'39.029  | 1'39.029 | 0.601 | 165,588 |
| 8º   | 96  | Rep. Ceca (bandiera)   | Jakub Smrž         | Guandalini Racing by Grifo's   | Ducati 1098 RS 08 | 1'40.064 | 1'39.558 | 37   | 1'39.058  | 1'39.058 | 0.630 | 165,539 |
| 9º   | 10  | Spagna (bandiera)      | Fonsi Nieto        | Suzuki Alstare                 | Suzuki GSX-R 1000 | 1'40.195 | 1'40.082 | 41   | 1'39.189  | 1'39.189 | 0.761 | 165,321 |
| 10º  | 100 | Giappone (bandiera)    | Makoto Tamada      | Kawasaki PSG-1 Corse           | Kawasaki ZX-10R   | 1'40.278 | 1'40.422 | 33   | 1'39.307  | 1'39.307 | 0.879 | 165,124 |
| 11º  | 55  | Francia (bandiera)     | Régis Laconi       | Kawasaki PSG-1 Corse           | Kawasaki ZX-10R   | 1'40.997 | 1'40.588 | 30   | 1'39.613  | 1'39.613 | 1.185 | 164,617 |
| 12º  | 84  | Italia (bandiera)      | Michel Fabrizio    | Ducati Xerox                   | Ducati 1098 F08   | 1'40.375 | 1'39.832 | 35   | 1'39.859  | 1'39.859 | 1.431 | 164,212 |
| 13º  | 23  | Giappone (bandiera)    | Ryūichi Kiyonari   | Hannspree Ten Kate Honda       | Honda CBR1000RR   | 1'40.496 | 1'40.309 | 46   | 1'40.000  | 1'40.000 | 1.572 | 163,980 |
| 14º  | 94  | Spagna (bandiera)      | David Checa        | Yamaha France Ipone GMT 94     | Yamaha YZF-R1     | 1'40.746 | 1'40.314 | 39   | 1'40.189  | 1'40.189 | 1.761 | 163,671 |
| 15º  | 36  | Spagna (bandiera)      | Gregorio Lavilla   | Ventaxia VK Honda              | Honda CBR1000RR   | 1'40.919 | 1'40.331 | 43   | 1'40.377  | 1'40.377 | 1.949 | 163,364 |
| 16º  | 57  | Italia (bandiera)      | Lorenzo Lanzi      | R.G. Team                      | Ducati 1098 RS 08 | 1'40.520 | 1'44.595 | 22   | 1'40.786  | 1'40.786 | 2.358 | 162,701 |
| 17º  | 38  | Giappone (bandiera)    | Shin'ichi Nakatomi | YZF Yamaha                     | Yamaha YZF-R1     | 1'40.817 | 1'40.657 | 38   |           | 1'40.657 |       | 162,910 |
| 18º  | 3   | Italia (bandiera)      | Max Biaggi         | Sterilgarda Go Eleven          | Ducati 1098 RS 08 | 1'40.673 | 1'40.993 | 42   |           | 1'40.673 |       | 162,884 |
| 19º  | 31  | Australia (bandiera)   | Karl Muggeridge    | D.F. Racing                    | Honda CBR1000RR   | 1'40.695 | 1'40.777 | 32   |           | 1'40.695 |       | 162,848 |
| 20º  | 86  | Italia (bandiera)      | Ayrton Badovini    | Team Pedercini                 | Kawasaki ZX-10R   | 1'40.839 | 1'40.714 | 30   |           | 1'40.714 |       | 162,817 |
| 21º  | 54  | Turchia (bandiera)     | Kenan Sofuoğlu     | Hannspree Ten Kate Honda Jr.   | Honda CBR1000RR   | 1'41.561 | 1'40.741 | 47   |           | 1'40.741 |       | 162,774 |
| 22º  | 44  | Italia (bandiera)      | Roberto Rolfo      | Hannspree Honda Althea         | Honda CBR1000RR   | 1'41.279 | 1'40.869 | 39   |           | 1'40.869 |       | 162,567 |
| 23º  | 194 | Francia (bandiera)     | Sébastien Gimbert  | Yamaha France Ipone GMT 94     | Yamaha YZF-R1     | 1'41.156 | 1'40.906 | 39   |           | 1'40.906 |       | 162,508 |
| 24º  | 83  | Australia (bandiera)   | Russell Holland    | D.F. Racing - Bertocchi        | Honda CBR1000RR   | 1'43.184 | 1'41.633 | 39   |           | 1'41.633 |       | 161,345 |
| 25º  | 28  | Paesi Bassi (bandiera) | Arie Vos           | Fabricom - MCT Racing          | Ducati 1098 RS 08 | 1'41.662 | 1'44.024 | 24   |           | 1'41.662 |       | 161,299 |
| 26º  | 88  | Giappone (bandiera)    | Shūhei Aoyama      | Alto Evolution Honda Superbike | Honda CBR1000RR   | 1'42.289 | 1'42.203 | 41   |           | 1'42.203 |       | 160,445 |
| 27º  | 22  | Italia (bandiera)      | Luca Morelli       | Alto Evolution Honda Superbike | Honda CBR1000RR   | 1'43.030 | 1'43.090 | 39   |           | 1'43.030 |       | 159,158 |
| 28º  | 13  | Italia (bandiera)      | Vittorio Iannuzzo  | Team Pedercini                 | Kawasaki ZX-10R   | 1'43.312 | 1'45.196 | 17   |           | 1'43.312 |       | 158,723 |
| 29º  | 77  | Francia (bandiera)     | Loic Napoleone     | Grillini PBR                   | Yamaha YZF-R1     | 1'43.439 | 1'43.414 | 35   |           | 1'43.414 |       | 158,567 |

### Gara 1
Fonte:

#### Arrivati al traguardo
| Pos. | Nº  | Naz.                   | Pilota             | Squadra                        | Motocicletta      | Giri | Tempo     | Giro veloce | Velocità | Punti |
| ---- | --- | ---------------------- | ------------------ | ------------------------------ | ----------------- | ---- | --------- | ----------- | -------- | ----- |
| 1º   | 21  | Australia (bandiera)   | Troy Bayliss       | Ducati Xerox                   | Ducati 1098 F08   | 22   | 36'50.907 | 1'39.827    | 277,2    | 25    |
| 2º   | 7   | Spagna (bandiera)      | Carlos Checa       | Hannspree Ten Kate Honda       | Honda CBR1000RR   | 22   | +2.132    | 1'39.549    | 278,6    | 20    |
| 3º   | 76  | Germania (bandiera)    | Max Neukirchner    | Alstare Suzuki                 | Suzuki GSX-R 1000 | 22   | +2.179    | 1'39.395    | 280,8    | 16    |
| 4º   | 34  | Giappone (bandiera)    | Yukio Kagayama     | Suzuki Alstare                 | Suzuki GSX-R 1000 | 22   | +10.919   | 1'39.797    | 280,1    | 13    |
| 5º   | 11  | Australia (bandiera)   | Troy Corser        | Yamaha Motor Italia WSB        | Yamaha YZF-R1     | 22   | +11.051   | 1'39.620    | 277,9    | 11    |
| 6º   | 96  | Rep. Ceca (bandiera)   | Jakub Smrž         | Guandalini Racing by Grifo's   | Ducati 1098 RS 08 | 22   | +11.979   | 1'39.775    | 279,3    | 10    |
| 7º   | 23  | Giappone (bandiera)    | Ryūichi Kiyonari   | Hannspree Ten Kate Honda       | Honda CBR1000RR   | 22   | +15.184   | 1'40.257    | 281,5    | 9     |
| 8º   | 100 | Giappone (bandiera)    | Makoto Tamada      | Kawasaki PSG-1 Corse           | Kawasaki ZX-10R   | 22   | +18.395   | 1'39.911    | 280,1    | 8     |
| 9º   | 36  | Spagna (bandiera)      | Gregorio Lavilla   | Ventaxia VK Honda              | Honda CBR1000RR   | 22   | +18.634   | 1'40.374    | 283,0    | 7     |
| 10º  | 3   | Italia (bandiera)      | Max Biaggi         | Sterilgarda Go Eleven          | Ducati 1098 RS 08 | 22   | +20.699   | 1'40.342    | 279,3    | 6     |
| 11º  | 55  | Francia (bandiera)     | Régis Laconi       | Kawasaki PSG-1 Corse           | Kawasaki ZX-10R   | 22   | +25.759   | 1'40.203    | 275,8    | 5     |
| 12º  | 54  | Turchia (bandiera)     | Kenan Sofuoğlu     | Hannspree Ten Kate Honda Jr.   | Honda CBR1000RR   | 22   | +26.064   | 1'40.298    | 280,1    | 4     |
| 13º  | 86  | Italia (bandiera)      | Ayrton Badovini    | Team Pedercini                 | Kawasaki ZX-10R   | 22   | +35.582   | 1'41.008    | 275,8    | 3     |
| 14º  | 31  | Australia (bandiera)   | Karl Muggeridge    | D.F. Racing                    | Honda CBR1000RR   | 22   | +36.266   | 1'40.271    | 274,4    | 2     |
| 15º  | 38  | Giappone (bandiera)    | Shin'ichi Nakatomi | YZF Yamaha                     | Yamaha YZF-R1     | 22   | +37.215   | 1'40.542    | 279,3    | 1     |
| 16º  | 111 | Spagna (bandiera)      | Rubén Xaus         | Sterilgarda Go Eleven          | Ducati 1098 RS 08 | 22   | +37.286   | 1'40.231    | 271,6    |       |
| 17º  | 194 | Francia (bandiera)     | Sébastien Gimbert  | Yamaha France Ipone GMT 94     | Yamaha YZF-R1     | 22   | +39.037   | 1'41.197    | 270,2    |       |
| 18º  | 83  | Australia (bandiera)   | Russell Holland    | D.F. Racing - Bertocchi        | Honda CBR1000RR   | 22   | +45.162   | 1'41.228    | 275,8    |       |
| 19º  | 88  | Giappone (bandiera)    | Shūhei Aoyama      | Alto Evolution Honda Superbike | Honda CBR1000RR   | 22   | +1'04.895 | 1'42.049    | 275,1    |       |
| 20º  | 28  | Paesi Bassi (bandiera) | Arie Vos           | Fabricom - MCT Racing          | Ducati 1098 RS 08 | 22   | +1'05.022 | 1'42.423    | 266,9    |       |
| 21º  | 77  | Francia (bandiera)     | Loic Napoleone     | Grillini PBR                   | Yamaha YZF-R1     | 22   | +1'22.777 | 1'42.875    | 267,5    |       |
| 22º  | 44  | Italia (bandiera)      | Roberto Rolfo      | Hannspree Honda Althea         | Honda CBR1000RR   | 20   | +2 giri   | 1'41.245    | 276,5    |       |

#### Ritirati
| Nº | Naz.                | Pilota          | Squadra                        | Motocicletta      | Giri | Giro veloce | Velocità |
| -- | ------------------- | --------------- | ------------------------------ | ----------------- | ---- | ----------- | -------- |
| 84 | Italia (bandiera)   | Michel Fabrizio | Ducati Xerox                   | Ducati 1098 F08   | 9    | 1'40.603    | 275,8    |
| 10 | Spagna (bandiera)   | Fonsi Nieto     | Suzuki Alstare                 | Suzuki GSX-R 1000 | 9    | 1'39.469    | 280,1    |
| 94 | Spagna (bandiera)   | David Checa     | Yamaha France Ipone GMT 94     | Yamaha YZF-R1     | 6    | 1'40.364    | 275,1    |
| 22 | Italia (bandiera)   | Luca Morelli    | Alto Evolution Honda Superbike | Honda CBR1000RR   | 6    | 1'42.910    | 267,5    |
| 41 | Giappone (bandiera) | Noriyuki Haga   | Yamaha Motor Italia WSB        | Yamaha YZF-R1     | 1    |             | 266,9    |

#### Non partito
| Nº | Naz.              | Pilota            | Squadra        | Motocicletta    |
| -- | ----------------- | ----------------- | -------------- | --------------- |
| 13 | Italia (bandiera) | Vittorio Iannuzzo | Team Pedercini | Kawasaki ZX-10R |

### Gara 2
Fonte:

#### Arrivati al traguardo
| Pos. | Nº  | Naz.                   | Pilota             | Squadra                        | Motocicletta      | Giri | Tempo     | Giro veloce | Velocità | Punti |
| ---- | --- | ---------------------- | ------------------ | ------------------------------ | ----------------- | ---- | --------- | ----------- | -------- | ----- |
| 1º   | 21  | Australia (bandiera)   | Troy Bayliss       | Ducati Xerox                   | Ducati 1098 F08   | 22   | 36'46.238 | 1'39.562    | 276,5    | 25    |
| 2º   | 41  | Giappone (bandiera)    | Noriyuki Haga      | Yamaha Motor Italia WSB        | Yamaha YZF-R1     | 22   | +0.082    | 1'39.717    | 279,3    | 20    |
| 3º   | 7   | Spagna (bandiera)      | Carlos Checa       | Hannspree Ten Kate Honda       | Honda CBR1000RR   | 22   | +6.336    | 1'39.880    | 278,6    | 16    |
| 4º   | 111 | Spagna (bandiera)      | Rubén Xaus         | Sterilgarda Go Eleven          | Ducati 1098 RS 08 | 22   | +7.575    | 1'39.648    | 274,4    | 13    |
| 5º   | 76  | Germania (bandiera)    | Max Neukirchner    | Alstare Suzuki                 | Suzuki GSX-R 1000 | 22   | +8.011    | 1'39.798    | 281,5    | 11    |
| 6º   | 34  | Giappone (bandiera)    | Yukio Kagayama     | Suzuki Alstare                 | Suzuki GSX-R 1000 | 22   | +13.999   | 1'39.860    | 280,1    | 10    |
| 7º   | 36  | Spagna (bandiera)      | Gregorio Lavilla   | Ventaxia VK Honda              | Honda CBR1000RR   | 22   | +15.215   | 1'40.188    | 282,3    | 9     |
| 8º   | 96  | Rep. Ceca (bandiera)   | Jakub Smrž         | Guandalini Racing by Grifo's   | Ducati 1098 RS 08 | 22   | +16.376   | 1'40.113    | 277,9    | 8     |
| 9º   | 100 | Giappone (bandiera)    | Makoto Tamada      | Kawasaki PSG-1 Corse           | Kawasaki ZX-10R   | 22   | +17.269   | 1'39.977    | 279,3    | 7     |
| 10º  | 11  | Australia (bandiera)   | Troy Corser        | Yamaha Motor Italia WSB        | Yamaha YZF-R1     | 22   | +18.380   | 1'39.980    | 275,8    | 6     |
| 11º  | 10  | Spagna (bandiera)      | Fonsi Nieto        | Suzuki Alstare                 | Suzuki GSX-R 1000 | 22   | +18.926   | 1'40.307    | 276,5    | 5     |
| 12º  | 3   | Italia (bandiera)      | Max Biaggi         | Sterilgarda Go Eleven          | Ducati 1098 RS 08 | 22   | +21.452   | 1'40.106    | 277,2    | 4     |
| 13º  | 31  | Australia (bandiera)   | Karl Muggeridge    | D.F. Racing                    | Honda CBR1000RR   | 22   | +23.794   | 1'40.362    | 274,4    | 3     |
| 14º  | 44  | Italia (bandiera)      | Roberto Rolfo      | Hannspree Honda Althea         | Honda CBR1000RR   | 22   | +29.847   | 1'40.370    | 276,5    | 2     |
| 15º  | 38  | Giappone (bandiera)    | Shin'ichi Nakatomi | YZF Yamaha                     | Yamaha YZF-R1     | 22   | +30.252   | 1'40.396    | 280,1    | 1     |
| 16º  | 55  | Francia (bandiera)     | Régis Laconi       | Kawasaki PSG-1 Corse           | Kawasaki ZX-10R   | 22   | +31.249   | 1'40.118    | 275,8    |       |
| 17º  | 194 | Francia (bandiera)     | Sébastien Gimbert  | Yamaha France Ipone GMT 94     | Yamaha YZF-R1     | 22   | +31.328   | 1'40.888    | 270,9    |       |
| 18º  | 86  | Italia (bandiera)      | Ayrton Badovini    | Team Pedercini                 | Kawasaki ZX-10R   | 22   | +39.814   | 1'40.945    | 274,4    |       |
| 19º  | 54  | Turchia (bandiera)     | Kenan Sofuoğlu     | Hannspree Ten Kate Honda Jr.   | Honda CBR1000RR   | 22   | +49.956   | 1'41.095    | 277,2    |       |
| 20º  | 83  | Australia (bandiera)   | Russell Holland    | D.F. Racing - Bertocchi        | Honda CBR1000RR   | 22   | +51.554   | 1'41.288    | 274,4    |       |
| 21º  | 88  | Giappone (bandiera)    | Shūhei Aoyama      | Alto Evolution Honda Superbike | Honda CBR1000RR   | 22   | +51.642   | 1'41.202    | 276,5    |       |
| 22º  | 77  | Francia (bandiera)     | Loic Napoleone     | Grillini PBR                   | Yamaha YZF-R1     | 22   | +1'02.682 | 1'41.845    | 264,3    |       |
| 23º  | 28  | Paesi Bassi (bandiera) | Arie Vos           | Fabricom - MCT Racing          | Ducati 1098 RS 08 | 22   | +1'02.729 | 1'41.678    | 267,5    |       |

#### Ritirati
| Nº | Naz.                | Pilota           | Squadra                        | Motocicletta    | Giri | Giro veloce | Velocità |
| -- | ------------------- | ---------------- | ------------------------------ | --------------- | ---- | ----------- | -------- |
| 84 | Italia (bandiera)   | Michel Fabrizio  | Ducati Xerox                   | Ducati 1098 F08 | 10   | 1'40.694    | 273,0    |
| 23 | Giappone (bandiera) | Ryūichi Kiyonari | Hannspree Ten Kate Honda       | Honda CBR1000RR | 8    | 1'39.791    | 281,5    |
| 22 | Italia (bandiera)   | Luca Morelli     | Alto Evolution Honda Superbike | Honda CBR1000RR | 4    | 1'42.289    | 263,6    |

## Supersport

### Qualifiche
Fonte:
| Pos. | Nº  | Naz.                   | Pilota               | Squadra                           | Motocicletta    | Sess. 1  | Sess. 2  | Tempo    | Gap   | Avg     | Giri |
| ---- | --- | ---------------------- | -------------------- | --------------------------------- | --------------- | -------- | -------- | -------- | ----- | ------- | ---- |
| 1º   | 23  | Australia (bandiera)   | Broc Parkes          | Yamaha World Supersport           | Yamaha YZF-R6   | 1'41.416 | 1'40.895 | 1'40.895 |       | 162,525 | 27   |
| 2º   | 65  | Regno Unito (bandiera) | Jonathan Rea         | Hannspree Ten Kate Honda          | Honda CBR600RR  | 1'41.857 | 1'40.944 | 1'40.944 | 0.049 | 162,447 | 38   |
| 3º   | 18  | Regno Unito (bandiera) | Craig Jones          | Parkalgar Racing                  | Honda CBR600RR  | 1'41.961 | 1'41.077 | 1'41.077 | 0.182 | 162,233 | 37   |
| 4º   | 99  | Francia (bandiera)     | Fabien Foret         | Yamaha World Supersport           | Yamaha YZF-R6   | 1'42.258 | 1'41.188 | 1'41.188 | 0.293 | 162,055 | 26   |
| 5º   | 26  | Spagna (bandiera)      | Joan Lascorz         | Glaner Motocard.com               | Honda CBR600RR  | 1'42.179 | 1'41.330 | 1'41.330 | 0.435 | 161,828 | 35   |
| 6º   | 47  | Italia (bandiera)      | Ivan Clementi        | Triumph Italia BE1 Racing         | Triumph 675     | 1'42.429 | 1'41.388 | 1'41.388 | 0.493 | 161,735 | 35   |
| 7º   | 25  | Australia (bandiera)   | Joshua Brookes       | Hannspree Stiggy Motorsport Honda | Honda CBR600RR  | 1'42.593 | 1'41.446 | 1'41.446 | 0.551 | 161,643 | 31   |
| 8º   | 77  | Paesi Bassi (bandiera) | Barry Veneman        | RES Software Hoegee Suzuki        | Suzuki GSX-R600 | 1'42.224 | 1'41.518 | 1'41.518 | 0.623 | 161,528 | 38   |
| 9º   | 88  | Australia (bandiera)   | Andrew Pitt          | Hannspree Ten Kate Honda          | Honda CBR600RR  | 1'42.483 | 1'41.708 | 1'41.708 | 0.813 | 161,226 | 36   |
| 10º  | 55  | Italia (bandiera)      | Massimo Roccoli      | Yamaha Lorenzini by Leoni         | Yamaha YZF-R6   | 1'42.033 | 1'41.742 | 1'41.742 | 0.847 | 161,172 | 33   |
| 11º  | 69  | Italia (bandiera)      | Gianluca Nannelli    | Hannspree Honda Althea            | Honda CBR600RR  | 1'41.768 | 1'41.894 | 1'41.768 | 0.873 | 161,131 | 34   |
| 12º  | 147 | Spagna (bandiera)      | Ángel Rodríguez      | Yamaha Spain                      | Yamaha YZF-R6   | 1'41.992 | 1'42.105 | 1'41.992 | 1.097 | 160,777 | 31   |
| 13º  | 44  | Spagna (bandiera)      | David Salom          | Yamaha Spain                      | Yamaha YZF-R6   | 1'43.161 | 1'42.097 | 1'42.097 | 1.202 | 160,612 | 35   |
| 14º  | 105 | Italia (bandiera)      | Gianluca Vizziello   | Berry Racing                      | Honda CBR600RR  | 1'42.652 | 1'42.110 | 1'42.110 | 1.215 | 160,592 | 35   |
| 15º  | 24  | Australia (bandiera)   | Garry McCoy          | Triumph - SC                      | Triumph 675     | 1'43.476 | 1'42.120 | 1'42.120 | 1.225 | 160,576 | 38   |
| 16º  | 14  | Francia (bandiera)     | Matthieu Lagrive     | Intermoto Czech                   | Honda CBR600RR  | 1'43.158 | 1'42.143 | 1'42.143 | 1.248 | 160,540 | 22   |
| 17º  | 127 | Danimarca (bandiera)   | Robbin Harms         | Hannspree Stiggy Motorsport Honda | Honda CBR600RR  | 1'42.260 | 1'42.237 | 1'42.237 | 1.342 | 160,392 | 34   |
| 18º  | 21  | Giappone (bandiera)    | Katsuaki Fujiwara    | Kawasaki Gil Motor Sport          | Kawasaki ZX-6R  | 1'43.347 | 1'42.312 | 1'42.312 | 1.417 | 160,274 | 30   |
| 19º  | 57  | Italia (bandiera)      | Ilario Dionisi       | Triumph - SC                      | Triumph 675     | 1'43.195 | 1'42.372 | 1'42.372 | 1.477 | 160,181 | 39   |
| 20º  | 9   | Regno Unito (bandiera) | Chris Walker         | Kawasaki Gil Motor Sport          | Kawasaki ZX-6R  | 1'43.760 | 1'42.575 | 1'42.575 | 1.680 | 159,864 | 29   |
| 21º  | 31  | Finlandia (bandiera)   | Vesa Kallio          | Benjan Racing                     | Honda CBR600RR  | 1'43.426 | 1'42.603 | 1'42.603 | 1.708 | 159,820 | 38   |
| 22º  | 8   | Australia (bandiera)   | Mark Aitchison       | Triumph Italia BE1 Racing         | Triumph 675     | 1'42.937 | 1'42.693 | 1'42.693 | 1.798 | 159,680 | 35   |
| 23º  | 83  | Belgio (bandiera)      | Didier Van Keymeulen | RES Software Hoegee Suzuki        | Suzuki GSX-R600 | 1'43.128 | 1'42.706 | 1'42.706 | 1.811 | 159,660 | 37   |
| 24º  | 17  | Portogallo (bandiera)  | Miguel Praia         | Parkalgar Racing                  | Honda CBR600RR  | 1'43.124 | 1'43.231 | 1'43.124 | 2.229 | 159,012 | 33   |
| 25º  | 38  | Francia (bandiera)     | Grégory Leblanc      | CRS Grand Prix                    | Honda CBR600RR  | 1'44.175 | 1'43.217 | 1'43.217 | 2.322 | 158,869 | 30   |
| 26º  | 199 | Italia (bandiera)      | Danilo Dell'Omo      | HP Racing                         | Honda CBR600RR  | 1'45.399 | 1'43.392 | 1'43.392 | 2.497 | 158,600 | 37   |
| 27º  | 81  | Regno Unito (bandiera) | Graeme Gowland       | Benjan Racing                     | Honda CBR600RR  | 1'43.859 | 1'43.648 | 1'43.648 | 2.753 | 158,209 | 38   |
| 28º  | 32  | Italia (bandiera)      | Mirko Giansanti      | Berry Racing                      | Honda CBR600RR  | 1'44.549 | 1'43.746 | 1'43.746 | 2.851 | 158,059 | 37   |
| 29º  | 4   | Italia (bandiera)      | Lorenzo Alfonsi      | Team PMS                          | Honda CBR600RR  | 1'45.055 | 1'43.774 | 1'43.774 | 2.879 | 158,016 | 38   |
| 30º  | 37  | San Marino (bandiera)  | William De Angelis   | Intermoto Czech                   | Honda CBR600RR  | 1'45.402 | 1'43.989 | 1'43.989 | 3.094 | 157,690 | 36   |
| 31º  | 71  | Paesi Bassi (bandiera) | Jurjen Uitterdijk    | Woudstra's Wegrace Promotie       | Yamaha YZF-R6   | 1'45.222 | 1'44.086 | 1'44.086 | 3.191 | 157,543 | 37   |
| 32º  | 101 | Regno Unito (bandiera) | Kev Coghlan          | Hannspree Honda Althea            | Honda CBR600RR  | 1'44.772 | 1'44.139 | 1'44.139 | 3.244 | 157,463 | 38   |
| 33º  | 75  | Slovenia (bandiera)    | Luka Nedog           | CRS Grand Prix                    | Honda CBR600RR  | 1'45.261 | 1'44.553 | 1'44.553 | 3.658 | 156,839 | 32   |
| 34º  | 51  | Spagna (bandiera)      | Santiago Barragán    | Glaner Motocard.com               | Honda CBR600RR  | 1'45.346 | 1'44.830 | 1'44.830 | 3.935 | 156,425 | 36   |
| 35º  | 63  | Paesi Bassi (bandiera) | Ron Van Steenbergen  | Stichting Racen Tegen Kanker      | Honda CBR600RR  | 1'45.082 | 1'44.989 | 1'44.989 | 4.094 | 156,188 | 37   |
| 36º  | 121 | Francia (bandiera)     | Arnaud Vincent       | Gil Motor Sport - Solution F      | Kawasaki ZX-6R  | 1'52.608 | 1'45.087 | 1'45.087 | 4.192 | 156,042 | 22   |

### Gara
Fonte:

#### Arrivati al traguardo
| Pos. | Nº  | Naz.                   | Pilota              | Squadra                           | Motocicletta    | Giri | Tempo     | Giro veloce | Velocità | Punti |
| ---- | --- | ---------------------- | ------------------- | --------------------------------- | --------------- | ---- | --------- | ----------- | -------- | ----- |
| 1º   | 88  | Australia (bandiera)   | Andrew Pitt         | Hannspree Ten Kate Honda          | Honda CBR600RR  | 21   | 36'10.751 | 1'42.349    | 250,7    | 25    |
| 2º   | 65  | Regno Unito (bandiera) | Jonathan Rea        | Hannspree Ten Kate Honda          | Honda CBR600RR  | 21   | +0.014    | 1'42.370    | 250,7    | 20    |
| 3º   | 26  | Spagna (bandiera)      | Joan Lascorz        | Glaner Motocard.com               | Honda CBR600RR  | 21   | +0.150    | 1'42.444    | 249,6    | 16    |
| 4º   | 99  | Francia (bandiera)     | Fabien Foret        | Yamaha World Supersport           | Yamaha YZF-R6   | 21   | +0.201    | 1'42.448    | 264,3    | 13    |
| 5º   | 23  | Australia (bandiera)   | Broc Parkes         | Yamaha World Supersport           | Yamaha YZF-R6   | 21   | +0.283    | 1'42.609    | 256,1    | 11    |
| 6º   | 25  | Australia (bandiera)   | Joshua Brookes      | Hannspree Stiggy Motorsport Honda | Honda CBR600RR  | 21   | +0.447    | 1'42.425    | 252,5    | 10    |
| 7º   | 77  | Paesi Bassi (bandiera) | Barry Veneman       | RES Software Hoegee Suzuki        | Suzuki GSX-R600 | 21   | +2.050    | 1'42.510    | 256,1    | 9     |
| 8º   | 105 | Italia (bandiera)      | Gianluca Vizziello  | Berry Racing                      | Honda CBR600RR  | 21   | +2.346    | 1'42.130    | 254,3    | 8     |
| 9º   | 18  | Regno Unito (bandiera) | Craig Jones         | Parkalgar Racing                  | Honda CBR600RR  | 21   | +2.714    | 1'42.603    | 250,2    | 7     |
| 10º  | 14  | Francia (bandiera)     | Matthieu Lagrive    | Intermoto Czech                   | Honda CBR600RR  | 21   | +3.073    | 1'42.326    | 250,2    | 6     |
| 11º  | 8   | Australia (bandiera)   | Mark Aitchison      | Triumph Italia BE1 Racing         | Triumph 675     | 21   | +4.070    | 1'42.514    | 250,7    | 5     |
| 12º  | 9   | Regno Unito (bandiera) | Chris Walker        | Kawasaki Gil Motor Sport          | Kawasaki ZX-6R  | 21   | +4.863    | 1'42.698    | 249,0    | 4     |
| 13º  | 127 | Danimarca (bandiera)   | Robbin Harms        | Hannspree Stiggy Motorsport Honda | Honda CBR600RR  | 21   | +5.088    | 1'42.225    | 257,3    | 3     |
| 14º  | 47  | Italia (bandiera)      | Ivan Clementi       | Triumph Italia BE1 Racing         | Triumph 675     | 21   | +16.644   | 1'42.607    | 247,3    | 2     |
| 15º  | 57  | Italia (bandiera)      | Ilario Dionisi      | Triumph - SC                      | Triumph 675     | 21   | +21.630   | 1'42.820    | 249,6    | 1     |
| 16º  | 44  | Spagna (bandiera)      | David Salom         | Yamaha Spain                      | Yamaha YZF-R6   | 21   | +27.619   | 1'43.554    | 252,5    |       |
| 17º  | 17  | Portogallo (bandiera)  | Miguel Praia        | Parkalgar Racing                  | Honda CBR600RR  | 21   | +27.773   | 1'43.557    | 251,3    |       |
| 18º  | 31  | Finlandia (bandiera)   | Vesa Kallio         | Benjan Racing                     | Honda CBR600RR  | 21   | +27.898   | 1'43.450    | 253,7    |       |
| 19º  | 81  | Regno Unito (bandiera) | Graeme Gowland      | Benjan Racing                     | Honda CBR600RR  | 21   | +39.320   | 1'44.134    | 243,4    |       |
| 20º  | 32  | Italia (bandiera)      | Mirko Giansanti     | Berry Racing                      | Honda CBR600RR  | 21   | +39.321   | 1'44.026    | 245,0    |       |
| 21º  | 101 | Regno Unito (bandiera) | Kev Coghlan         | Hannspree Honda Althea            | Honda CBR600RR  | 21   | +41.111   | 1'43.994    | 245,6    |       |
| 22º  | 199 | Italia (bandiera)      | Danilo Dell'Omo     | HP Racing                         | Honda CBR600RR  | 21   | +46.341   | 1'44.249    | 244,5    |       |
| 23º  | 4   | Italia (bandiera)      | Lorenzo Alfonsi     | Team PMS                          | Honda CBR600RR  | 21   | +48.878   | 1'44.475    | 244,5    |       |
| 24º  | 63  | Paesi Bassi (bandiera) | Ron Van Steenbergen | Stichting Racen Tegen Kanker      | Honda CBR600RR  | 21   | +56.714   | 1'44.535    | 245,0    |       |
| 25º  | 51  | Spagna (bandiera)      | Santiago Barragán   | Glaner Motocard.com               | Honda CBR600RR  | 21   | +57.194   | 1'44.389    | 243,9    |       |
| 26º  | 71  | Paesi Bassi (bandiera) | Jurjen Uitterdijk   | Woudstra's Wegrace Promotie       | Yamaha YZF-R6   | 21   | +1'07.115 | 1'44.951    | 241,7    |       |
| 27º  | 37  | San Marino (bandiera)  | William De Angelis  | Intermoto Czech                   | Honda CBR600RR  | 21   | +1'08.851 | 1'45.502    | 237,0    |       |

#### Ritirati
| Nº  | Naz.                 | Pilota               | Squadra                      | Motocicletta    | Giri | Giro veloce | Velocità |
| --- | -------------------- | -------------------- | ---------------------------- | --------------- | ---- | ----------- | -------- |
| 83  | Belgio (bandiera)    | Didier Van Keymeulen | RES Software Hoegee Suzuki   | Suzuki GSX-R600 | 19   | 1'43.348    | 242,8    |
| 69  | Italia (bandiera)    | Gianluca Nannelli    | Hannspree Honda Althea       | Honda CBR600RR  | 16   | 1'42.322    | 253,7    |
| 21  | Giappone (bandiera)  | Katsuaki Fujiwara    | Kawasaki Gil Motor Sport     | Kawasaki ZX-6R  | 14   | 1'44.373    | 250,2    |
| 38  | Francia (bandiera)   | Grégory Leblanc      | CRS Grand Prix               | Honda CBR600RR  | 12   | 1'44.281    | 244,5    |
| 24  | Australia (bandiera) | Garry McCoy          | Triumph - SC                 | Triumph 675     | 12   | 1'43.320    | 247,9    |
| 75  | Slovenia (bandiera)  | Luka Nedog           | CRS Grand Prix               | Honda CBR600RR  | 11   | 1'45.498    | 240,7    |
| 147 | Spagna (bandiera)    | Ángel Rodríguez      | Yamaha Spain                 | Yamaha YZF-R6   | 8    | 1'42.465    | 262,3    |
| 55  | Italia (bandiera)    | Massimo Roccoli      | Yamaha Lorenzini by Leoni    | Yamaha YZF-R6   | 1    |             | 253,7    |
| 121 | Francia (bandiera)   | Arnaud Vincent       | Gil Motor Sport - Solution F | Kawasaki ZX-6R  | 0    |             |          |

## Superstock

### Qualifiche
Fonte:
| Pos. | Nº  | Naz.                   | Pilota             | Squadra                      | Motocicletta        | Sess. 1  | Sess. 2  | Tempo    | Gap   | Avg     | Giri |
| ---- | --- | ---------------------- | ------------------ | ---------------------------- | ------------------- | -------- | -------- | -------- | ----- | ------- | ---- |
| 1º   | 71  | Italia (bandiera)      | Claudio Corti      | Yamaha Motor Italia Jun.Team | Yamaha YZF-R1       | 1'42.624 | 1'41.576 | 1'41.576 |       | 161,436 | 24   |
| 2º   | 21  | Francia (bandiera)     | Maxime Berger      | Hannspree IDS Ten Kate Honda | Honda CBR1000RR     | 1'42.592 | 1'41.658 | 1'41.658 | 0.082 | 161,306 | 27   |
| 3º   | 51  | Italia (bandiera)      | Michele Pirro      | Yamaha Lorenzini by Leoni    | Yamaha YZF-R1       | 1'42.753 | 1'41.719 | 1'41.719 | 0.143 | 161,209 | 27   |
| 4º   | 19  | Belgio (bandiera)      | Xavier Siméon      | Alstare Suzuki               | Suzuki GSX-R1000    | 1'43.946 | 1'42.254 | 1'42.254 | 0.678 | 160,365 | 23   |
| 5º   | 155 | Australia (bandiera)   | Brendan Roberts    | Ducati Xerox Junior          | Ducati 1098R        | 1'44.206 | 1'42.417 | 1'42.417 | 0.841 | 160,110 | 20   |
| 6º   | 119 | Italia (bandiera)      | Michele Magnoni    | Yamaha Lorenzini by Leoni    | Yamaha YZF-R1       | 1'43.965 | 1'42.422 | 1'42.422 | 0.846 | 160,102 | 30   |
| 7º   | 16  | Paesi Bassi (bandiera) | Raymond Schouten   | Vd Heyden Motors Yamaha      | Yamaha YZF-R1       | 1'43.464 | 1'42.458 | 1'42.458 | 0.882 | 160,046 | 31   |
| 8º   | 34  | Italia (bandiera)      | Davide Giugliano   | Cruciani Moto Suzuki Italia  | Suzuki GSX-R1000 K8 | 1'43.026 | 1'42.606 | 1'42.606 | 1.030 | 159,815 | 28   |
| 9º   | 53  | Italia (bandiera)      | Alessandro Polita  | Sterilgarda Go Eleven        | Ducati 1098R        | 1'43.600 | 1'42.809 | 1'42.809 | 1.233 | 159,500 | 28   |
| 10º  | 8   | Italia (bandiera)      | Andrea Antonelli   | Althea Racing AX 52          | Honda CBR1000RR     | 1'44.056 | 1'43.113 | 1'43.113 | 1.537 | 159,029 | 28   |
| 11º  | 99  | Paesi Bassi (bandiera) | Roy Ten Napel      | MQP Racing                   | Suzuki GSX-R1000 K8 | 1'43.663 | 1'43.259 | 1'43.259 | 1.683 | 158,805 | 29   |
| 12º  | 77  | Regno Unito (bandiera) | Barry Liam Burrell | MS Racing                    | Honda CBR1000RR     | 1'43.923 | 1'43.299 | 1'43.299 | 1.723 | 158,743 | 32   |
| 13º  | 23  | Australia (bandiera)   | Chris Seaton       | Celani Team Suzuki Italia    | Suzuki GSX-R1000 K8 | 1'44.634 | 1'43.393 | 1'43.393 | 1.817 | 158,599 | 30   |
| 14º  | 20  | Francia (bandiera)     | Sylvain Barrier    | YZF Yamaha Junior            | Yamaha YZF-R1       | 1'44.528 | 1'43.408 | 1'43.408 | 1.832 | 158,576 | 28   |
| 15º  | 15  | Italia (bandiera)      | Matteo Baiocco     | O Six Kawasaki Supported     | Kawasaki ZX-10R     | 1'45.075 | 1'43.414 | 1'43.414 | 1.838 | 158,567 | 27   |
| 16º  | 132 | Francia (bandiera)     | Yoann Tiberio      | Team Pedercini               | Kawasaki ZX-10R     | 1'43.713 | 1'43.506 | 1'43.506 | 1.930 | 158,426 | 24   |
| 17º  | 96  | Rep. Ceca (bandiera)   | Matěj Smrž         | MS Racing                    | Honda CBR1000RR     | 1'43.612 |          | 1'43.612 | 2.036 | 158,264 | 19   |
| 18º  | 30  | Svizzera (bandiera)    | Michaël Savary     | Coutelle Junior Team Suzuki  | Suzuki GSX-R1000 K8 | 1'44.985 | 1'43.692 | 1'43.692 | 2.116 | 158,141 | 33   |
| 19º  | 7   | Austria (bandiera)     | René Mähr          | KTM Mähr Superstock          | KTM 1190 RC8        | 1'46.271 | 1'43.703 | 1'43.703 | 2.127 | 158,125 | 22   |
| 20º  | 88  | Francia (bandiera)     | Kenny Foray        | Zone Rouge                   | Yamaha YZF-R1       | 1'44.204 | 1'43.839 | 1'43.839 | 2.263 | 157,918 | 32   |
| 21º  | 89  | Italia (bandiera)      | Domenico Colucci   | Ducati Xerox Junior          | Ducati 1098R        | 1'44.884 | 1'43.932 | 1'43.932 | 2.356 | 157,776 | 24   |
| 22º  | 78  | Francia (bandiera)     | Freddy Foray       | Coutelle Junior Team Suzuki  | Suzuki GSX-R1000 K8 | 1'44.117 | 1'44.114 | 1'44.114 | 2.538 | 157,500 | 32   |
| 23º  | 5   | Paesi Bassi (bandiera) | Danny De Boer      | MQP Racing                   | Suzuki GSX-R1000 K8 | 1'44.402 | 1'44.179 | 1'44.179 | 2.603 | 157,402 | 32   |
| 24º  | 41  | Svizzera (bandiera)    | Gregory Junod      | PCP Peko Racing              | Yamaha YZF-R1       | 1'44.900 | 1'44.223 | 1'44.223 | 2.647 | 157,336 | 32   |
| 25º  | 111 | Italia (bandiera)      | Fabrizio Perotti   | Cruciani Moto Suzuki Italia  | Suzuki GSX-R1000 K8 | 1'44.774 | 1'44.370 | 1'44.370 | 2.794 | 157,114 | 33   |
| 26º  | 33  | Estonia (bandiera)     | Marko Rohtlaan     | Azione Corse                 | Honda CBR1000RR     | 1'44.584 | 1'44.391 | 1'44.391 | 2.815 | 157,083 | 24   |
| 27º  | 117 | Italia (bandiera)      | Denis Sacchetti    | Guandalini Racing by Grifo's | Ducati 1098R        | 1'45.666 | 1'44.419 | 1'44.419 | 2.843 | 157,040 | 28   |
| 28º  | 87  | Australia (bandiera)   | Gareth Jones       | MIST Suzuki Racing           | Suzuki GSX-R1000 K8 | 1'45.877 | 1'44.530 | 1'44.530 | 2.954 | 156,874 | 28   |
| 29º  | 12  | Italia (bandiera)      | Alessio Aldrovandi | Team Pedercini               | Kawasaki ZX-10R     | 1'45.223 | 1'44.568 | 1'44.568 | 2.992 | 156,817 | 29   |
| 30º  | 67  | Paesi Bassi (bandiera) | Ronald Ter Braake  | Fabricom - MCT Racing        | Ducati 1098R        | 1'45.557 | 1'44.572 | 1'44.572 | 2.996 | 156,811 | 29   |
| 31º  | 24  | Slovenia (bandiera)    | Marko Jerman       | MD Team Jerman               | Honda CBR1000RR     | 1'45.497 | 1'45.229 | 1'45.229 | 3.653 | 155,832 | 32   |
| 32º  | 996 | Italia (bandiera)      | Jonathan Gallina   | Orelac Racing by Galvin      | Kawasaki ZX-10R     | 1'46.682 | 1'45.382 | 1'45.382 | 3.806 | 155,605 | 26   |
| 33º  | 18  | Regno Unito (bandiera) | Matt Bond          | MIST Suzuki Racing           | Suzuki GSX-R1000 K8 | 1'46.916 | 1'45.592 | 1'45.592 | 4.016 | 155,296 | 25   |
| 34º  | 90  | Rep. Ceca (bandiera)   | Michal Drobný      | Intermoto Czech              | Honda CBR1000RR     | 1'47.067 | 1'45.633 | 1'45.633 | 4.057 | 155,236 | 29   |
| 35º  | 14  | Svezia (bandiera)      | Filip Backlund     | MTM Racing                   | Suzuki GSX-R1000 K8 | 1'45.792 | 1'45.863 | 1'45.792 | 4.216 | 155,002 | 31   |
| 36º  | 29  | Italia (bandiera)      | Davide Bastianelli | Celani Team Suzuki Italia    | Suzuki GSX-R1000 K8 | 1'47.265 | 1'45.867 | 1'45.867 | 4.291 | 154,892 | 32   |
| 37º  | 92  | Slovenia (bandiera)    | Jure Stibilj       | MD Team Jerman               | Honda CBR1000RR     | 1'48.314 | 1'46.008 | 1'46.008 | 4.432 | 154,686 | 35   |
| 38º  | 57  | Australia (bandiera)   | Cameron Stronach   | O Six Kawasaki Supported     | Kawasaki ZX-10R     | 1'47.985 | 1'46.217 | 1'46.217 | 4.641 | 154,382 | 25   |
| 39º  | 66  | Paesi Bassi (bandiera) | Branko Srdanov     | Zone Rouge                   | Yamaha YZF-R1       | 1'47.425 | 1'47.594 | 1'47.425 | 5.849 | 152,646 | 32   |
| 40º  | 58  | Italia (bandiera)      | Robert Gianfardoni | R.G. Team                    | Ducati 1098R        | 1'49.887 | 1'48.055 | 1'48.055 | 6.479 | 151,756 | 25   |

### Gara
Fonte:

#### Arrivati al traguardo
| Pos. | Nº  | Naz.                   | Pilota             | Squadra                      | Motocicletta        | Giri | Tempo     | Giro veloce | Velocità | Punti |
| ---- | --- | ---------------------- | ------------------ | ---------------------------- | ------------------- | ---- | --------- | ----------- | -------- | ----- |
| 1º   | 21  | Francia (bandiera)     | Maxime Berger      | Hannspree IDS Ten Kate Honda | Honda CBR1000RR     | 13   | 22'24.450 | 1'42.228    | 266,2    | 25    |
| 2º   | 51  | Italia (bandiera)      | Michele Pirro      | Yamaha Lorenzini by Leoni    | Yamaha YZF-R1       | 13   | +0.904    | 1'42.076    | 275,8    | 20    |
| 3º   | 19  | Belgio (bandiera)      | Xavier Siméon      | Alstare Suzuki               | Suzuki GSX-R1000    | 13   | +2.848    | 1'42.647    | 264,9    | 16    |
| 4º   | 53  | Italia (bandiera)      | Alessandro Polita  | Sterilgarda Go Eleven        | Ducati 1098R        | 13   | +4.811    | 1'42.342    | 270,2    | 13    |
| 5º   | 8   | Italia (bandiera)      | Andrea Antonelli   | Althea Racing AX 52          | Honda CBR1000RR     | 13   | +5.481    | 1'42.199    | 264,9    | 11    |
| 6º   | 16  | Paesi Bassi (bandiera) | Raymond Schouten   | Vd Heyden Motors Yamaha      | Yamaha YZF-R1       | 13   | +9.544    | 1'42.223    | 271,6    | 10    |
| 7º   | 96  | Rep. Ceca (bandiera)   | Matěj Smrž         | MS Racing                    | Honda CBR1000RR     | 13   | +16.932   | 1'43.241    | 266,2    | 9     |
| 8º   | 34  | Italia (bandiera)      | Davide Giugliano   | Cruciani Moto Suzuki Italia  | Suzuki GSX-R1000 K8 | 13   | +17.289   | 1'43.333    | 266,9    | 8     |
| 9º   | 88  | Francia (bandiera)     | Kenny Foray        | Zone Rouge                   | Yamaha YZF-R1       | 13   | +17.672   | 1'43.465    | 264,9    | 7     |
| 10º  | 33  | Estonia (bandiera)     | Marko Rohtlaan     | Azione Corse                 | Honda CBR1000RR     | 13   | +19.588   | 1'43.664    | 260,4    | 6     |
| 11º  | 89  | Italia (bandiera)      | Domenico Colucci   | Ducati Xerox Junior          | Ducati 1098R        | 13   | +19.898   | 1'43.606    | 257,9    | 5     |
| 12º  | 15  | Italia (bandiera)      | Matteo Baiocco     | O Six Kawasaki Supported     | Kawasaki ZX-10R     | 13   | +23.074   | 1'43.492    | 263,6    | 4     |
| 13º  | 5   | Paesi Bassi (bandiera) | Danny De Boer      | MQP Racing                   | Suzuki GSX-R1000 K8 | 13   | +25.288   | 1'43.919    | 263,0    | 3     |
| 14º  | 87  | Australia (bandiera)   | Gareth Jones       | MIST Suzuki Racing           | Suzuki GSX-R1000 K8 | 13   | +25.595   | 1'43.985    | 269,6    | 2     |
| 15º  | 132 | Francia (bandiera)     | Yoann Tiberio      | Team Pedercini               | Kawasaki ZX-10R     | 13   | +29.279   | 1'43.625    | 260,4    | 1     |
| 16º  | 7   | Austria (bandiera)     | René Mähr          | KTM Mähr Superstock          | KTM 1190 RC8        | 13   | +30.097   | 1'44.324    | 261,7    |       |
| 17º  | 111 | Italia (bandiera)      | Fabrizio Perotti   | Cruciani Moto Suzuki Italia  | Suzuki GSX-R1000 K8 | 13   | +31.915   | 1'44.075    | 266,2    |       |
| 18º  | 41  | Svizzera (bandiera)    | Gregory Junod      | PCP Peko Racing              | Yamaha YZF-R1       | 13   | +37.255   | 1'44.578    | 261,7    |       |
| 19º  | 117 | Italia (bandiera)      | Denis Sacchetti    | Guandalini Racing by Grifo's | Ducati 1098R        | 13   | +38.303   | 1'44.748    | 264,9    |       |
| 20º  | 67  | Paesi Bassi (bandiera) | Ronald Ter Braake  | Fabricom - MCT Racing        | Ducati 1098R        | 13   | +40.461   | 1'44.757    | 263,6    |       |
| 21º  | 18  | Regno Unito (bandiera) | Matt Bond          | MIST Suzuki Racing           | Suzuki GSX-R1000 K8 | 13   | +43.350   | 1'44.851    | 266,9    |       |
| 22º  | 14  | Svezia (bandiera)      | Filip Backlund     | MTM Racing                   | Suzuki GSX-R1000 K8 | 13   | +43.670   | 1'45.071    | 264,3    |       |
| 23º  | 12  | Italia (bandiera)      | Alessio Aldrovandi | Team Pedercini               | Kawasaki ZX-10R     | 13   | +50.506   | 1'44.609    | 264,9    |       |
| 24º  | 23  | Australia (bandiera)   | Chris Seaton       | Celani Team Suzuki Italia    | Suzuki GSX-R1000 K8 | 13   | +1'00.735 | 1'42.423    | 268,9    |       |
| 25º  | 996 | Italia (bandiera)      | Jonathan Gallina   | Orelac Racing by Galvin      | Kawasaki ZX-10R     | 13   | +1'03.921 | 1'46.462    | 264,9    |       |
| 26º  | 66  | Paesi Bassi (bandiera) | Branko Srdanov     | Zone Rouge                   | Yamaha YZF-R1       | 13   | +1'07.940 | 1'47.444    | 259,8    |       |
| 27º  | 57  | Australia (bandiera)   | Cameron Stronach   | O Six Kawasaki Supported     | Kawasaki ZX-10R     | 13   | +1'11.125 | 1'46.625    | 255,5    |       |
| 28º  | 24  | Slovenia (bandiera)    | Marko Jerman       | MD Team Jerman               | Honda CBR1000RR     | 13   | +1'21.703 | 1'45.191    | 257,3    |       |
| 29º  | 58  | Italia (bandiera)      | Robert Gianfardoni | R.G. Team                    | Ducati 1098R        | 13   | +1'23.089 | 1'48.173    | 250,7    |       |

#### Ritirati
| Nº  | Naz.                   | Pilota             | Squadra                      | Motocicletta        | Giri | Giro veloce | Velocità |
| --- | ---------------------- | ------------------ | ---------------------------- | ------------------- | ---- | ----------- | -------- |
| 90  | Rep. Ceca (bandiera)   | Michal Drobný      | Intermoto Czech              | Honda CBR1000RR     | 12   | 1'44.801    | 261,1    |
| 92  | Slovenia (bandiera)    | Jure Stibilj       | MD Team Jerman               | Honda CBR1000RR     | 10   | 1'46.299    | 255,5    |
| 71  | Italia (bandiera)      | Claudio Corti      | Yamaha Motor Italia Jun.Team | Yamaha YZF-R1       | 9    | 1'42.292    | 265,6    |
| 20  | Francia (bandiera)     | Sylvain Barrier    | YZF Yamaha Junior            | Yamaha YZF-R1       | 9    | 1'43.017    | 271,6    |
| 99  | Paesi Bassi (bandiera) | Roy Ten Napel      | MQP Racing                   | Suzuki GSX-R1000 K8 | 9    | 1'43.451    | 264,3    |
| 77  | Regno Unito (bandiera) | Barry Liam Burrell | MS Racing                    | Honda CBR1000RR     | 8    | 1'42.474    | 269,6    |
| 78  | Francia (bandiera)     | Freddy Foray       | Coutelle Junior Team Suzuki  | Suzuki GSX-R1000 K8 | 6    | 1'42.638    | 269,6    |
| 30  | Svizzera (bandiera)    | Michaël Savary     | Coutelle Junior Team Suzuki  | Suzuki GSX-R1000 K8 | 6    | 1'42.988    | 266,2    |
| 29  | Italia (bandiera)      | Davide Bastianelli | Celani Team Suzuki Italia    | Suzuki GSX-R1000 K8 | 6    | 1'47.174    | 255,5    |
| 155 | Australia (bandiera)   | Brendan Roberts    | Ducati Xerox Junior          | Ducati 1098R        | 4    | 1'42.286    | 268,2    |
| 119 | Italia (bandiera)      | Michele Magnoni    | Yamaha Lorenzini by Leoni    | Yamaha YZF-R1       | 2    | 1'43.356    | 279,3    |